# Всемирная база данных охраняемых природных территорий
Всемирная база данных охраняемых природных территорий (англ. World Database on Protected Areas, WDPA) — крупнейшее собрание информации по природоохранным зонам, в том числе морским. На сентябрь 2020 года содержит более 260 000 записей по 245 странам и территориям мира. Является совместным предприятием UN World Conservation Monitoring Centre (UNEP-WCMC) и Всемирной комиссии по охраняемым природным территориям (WCPA) Международного союза охраны природы (МСОП).
Данные для WDPA предоставляются другими международными организациями, правительствами и неправительственными организациями. Роль попечителя исполняет Программа по охраняемым природным территориям (Protected Areas Programme) UNEP-WCMC, базирующаяся в Кембридже, которая размещает базу данных с момента основания в 1981 году. В октябре 2010 UNEP-WCMC запустила вебсайт Protected Planet, предоставляющий доступ к данным через интернет.